# Яковенко Юрій Павлович
Ю́рій Па́влович Якове́нко (нар. 3 вересня 1993, Монбельяр, Франція) — український футболіст.

## Біографія
Юрій — син колишнього гравця київського «Динамо» і збірної СРСР Павла Яковенка. Його старший брат  Олександр Яковенко — також футболіст.
З 2010 по 2012 рік грав за молодіжний, дублюючий і основний склади клубу «Оболонь».
Наприкінці вересня 2013 року перейшов у французький «Аяччо», що виступає в Лізі 1.
З 2014 по 2015 рік грав за кіпрський «Антортосіс», де не завжди виконувались умови контракту, тому Яковенко вирішив не продовжувати угоду. З 2015 по 2017 рік Юрій не міг знайти клуб переважно через травми.
У 2017 році 23-річний футболіст став гравцем данського «Есб'єрга». З ним підписали контракт до кінця червня 2018 року.

## Молодіжна збірна України з футболу
Грав у матчах юнацьких збірних команд України U-16, U-17, U-18, U-19. У складі збірної команди України U-21 під керівництвом головного тренера Сергія Ковальця брав участь у турнірі «Кубок Співдружності» 2013 року. На турнірі забив чотири голи, а також був визнаний найкращим футболістом в номінації «Найкращий нападник турніру».